# 好莱坞大亨
《好莱坞大亨》是1993年商業模擬遊戲，由Carey DeVuono開發並以Hollywood Mogul Company名義發行。遊戲對應MS-DOS平台，1997年又推出Windows版。
《電腦遊戲世界》的編輯稱雖然遊戲畫面粗糙，但他已經投入數十個小時來扮演好莱坞大人物了。